# Antti-Jussi Karnio
Antti-Jussi Karnio (Finlândia, 14 de março de 1978) é um futebolista finlandês, que atua como goleiro no JJK.